# Slanke kielnaaktslak
De slanke kielnaaktslak (Tandonia budapestensis) is een slakkensoort uit de familie van de Milacidae. De wetenschappelijke naam van de soort werd in 1880 voor het eerst geldig gepubliceerd door Hazay.

## Beschrijving
Het dier is uitgerekt tot ongeveer 7 cm lang. In uitgestrekte toestand is het dier erg slank en wordt het geleidelijk smaller naar de staart toe. De mantel neemt iets minder dan 1/3 van de totale lengte in beslag. Het ademgat bevindt zich aan de achterkant van de mantel aan de rechterkant. Het is omgeven door een donkere rand. De lichaamskleur varieert van geelachtig tot bruinachtig tot grijs. Hier overheen wordt vaak net-achtig een patroon met talloze zwarte vlekken gelegd, zodat dergelijke dieren er bijna egaal zwartbruin uitzien. De zijkanten van het lichaam zijn iets lichter, hier verdwijnt de interpunctie meestal. Soms zijn er ook donkere zijstrepen. De zwarte vlekken zijn in de regel geconcentreerd in de langsgroeven tussen de (langs)rimpels. De mantel is ook bezaaid met vage tot matige zijstrepen. 
De heldere, smalle kiel is geel tot oranje van kleur (zonder stippeling) en reikt tot aan het mantelschild. De smalle zool is witachtig, geelachtig tot bruinachtig geelachtig, meestal met een donkerdere centrale streep, of kan over het algemeen iets donkerder zijn. Wel is duidelijk een driedeling in de lengterichting te herkennen. Het slijm van de voetzool is kleurloos en stroperig. Als het dier daarentegen geïrriteerd is, wordt er een iets gelig, dunner slijm afgescheiden. Kop en tentakels zijn zwartachtig en vallen heel duidelijk op, vooral bij lichter gekleurde dieren. De aragonieten schelpplaat (3,5 x 2 mm) in de mantel is langwerpig, uniform, maar symmetrisch. 

## Geografische verspreiding en leefgebied
Het verspreidingsgebied van deze soort was oorspronkelijk waarschijnlijk beperkt tot de zuidoostelijke Alpen, de noordelijke Balkan, Hongarije en Roemenië. Tegenwoordig komt de soort zeer lokaal voor als gevolg van menselijke verplaatsing en meestal in gecultiveerd land van de Britse Eilanden, via West- en Midden-Europa naar Kaliningrad en Oekraïne. In het zuiden van het schiereiland Apennijnen, via Griekenland naar Turkije. Het geeft de voorkeur aan warmere gebieden en is daarom afwezig in de middelgebergten van Midden-Europa. In Oostenrijk is het hoogste voorkomen ongeveer 530 meter boven zeeniveau. In het zuiden van Bulgarije wordt hij meestal gevonden tussen 300 en 1000 meter boven zeeniveau, maar plaatselijk tot 2200 meter.
De soort komt ook antropochoor voor (meegesleept door mensen) in IJsland, Noord-Amerika en Nieuw-Zeeland. De dieren komen voornamelijk voor in parken, tuinen en velden (synantropisch) in Midden-Europa. De soort is nu wijdverbreid in West- en Midden-Europa.

## Levenswijze
De slanke kielnaaktslak heeft een relatief hoge luchtvochtigheid nodig en is 's nachts actief. Zelden verschijnen de dieren overdag, zelfs niet bij regenachtig weer. Overdag of tijdens langere droge periodes graven de dieren zich tot enkele tientallen centimeters diep in de grond. De dieren geven de voorkeur aan vrij zware gronden.